# Maratona aquática no Campeonato Mundial de Esportes Aquáticos de 2015 - 10 km masculino
Os 10 km da Maratona Aquática masculina é evento do Campeonato Mundial de Esportes Aquáticos de 2015 que foi realizada as 12:00 horas (horário local) do dia 27 de julho de 2015 na cidade de Cazã, na Rússia. Os dez melhores nadadores qualificados para maratona de 10 km masculina garantem vaga para os Jogos Olímpicos de 2016.

## Medalhistas
| Ouro                    | Prata                | Bronze                    |
| Jordan Wilimovsky (USA) | Ferry Weertman (NED) | Spyridon Gianniotis (GRE) |

## Resultados
| Pos.              | Nadador              | Nacionalidade          | Tempo     |
| ----------------- | -------------------- | ---------------------- | --------- |
| Medalha de ouro   | Jordan Wilimovsky    | Estados Unidos         | 1:49:48.2 |
| Medalha de prata  | Ferry Weertman       | Países Baixos          | 1:50:00.3 |
| Medalha de bronze | Spyridon Gianniotis  | Grécia                 | 1:50:00.7 |
| 4                 | Sean Ryan            | Estados Unidos         | 1:50:03.3 |
| 5                 | Jack Burnell         | Reino Unido            | 1:50:05.8 |
| 6                 | Marc-Antoine Olivier | França                 | 1:50:06.4 |
| 7                 | Simone Ruffini       | Itália                 | 1:50:09.1 |
| 8                 | Richard Weinberger   | Canadá                 | 1:50:19.9 |
| 9                 | Allan do Carmo       | Brasil                 | 1:50:23.1 |
| 10                | Federico Vanelli     | Itália                 | 1:50:23.1 |
| 11                | Yasunari Hirai       | Japão                  | 1:50:28.3 |
| 12                | Axel Reymond         | França                 | 1:50:28.4 |
| 13                | Gergely Gyurta       | Hungria                | 1:50:37.6 |
| 14                | Daniel Fogg          | Reino Unido            | 1:50:39.7 |
| 15                | Simon Huitenga       | Austrália              | 1:50:41.3 |
| 16                | Andreas Waschburger  | Alemanha               | 1:50:41.4 |
| 17                | Zu Lijun             | China                  | 1:50:46.0 |
| 18                | Christian Reichert   | Alemanha               | 1:50:46.4 |
| 19                | Chad Ho              | África do Sul          | 1:50:47.9 |
| 20                | Esteban Enderica     | Equador                | 1:50:48.3 |
| 21                | Diogo Villarinho     | Brasil                 | 1:50:48.8 |
| 22                | Mateusz Sawrymowicz  | Polónia                | 1:50:49.1 |
| 23                | Oussama Mellouli     | Tunísia                | 1:50:50.2 |
| 24                | Marcel Schouten      | Países Baixos          | 1:50:52.4 |
| 25                | Ihor Chervynskyi     | Ucrânia                | 1:50:57.3 |
| 26                | Daniel Delgadillo    | México                 | 1:51:00.8 |
| 27                | Erwin Maldonado      | Venezuela              | 1:51:19.1 |
| 28                | George O'Brien       | Austrália              | 1:51:19.6 |
| 29                | Antonios Fokaidis    | Grécia                 | 1:51:27.3 |
| 30                | Kane Radford         | Nova Zelândia          | 1:51:29.4 |
| 31                | Guillermo Bertola    | Argentina              | 1:51:33.6 |
| 32                | Vitaliy Khudyakov    | Cazaquistão            | 1:51:33.7 |
| 33                | Kirill Abrosimov     | Rússia                 | 1:51:37.1 |
| 34                | Ivan Enderica Ochoa  | Equador                | 1:51:54.5 |
| 35                | Yohsuke Miyamoto     | Japão                  | 1:52:06.7 |
| 36                | Márk Papp            | Hungria                | 1:52:53.0 |
| 37                | Ján Kútnik           | Chéquia                | 1:52:56.8 |
| 38                | Matthias Schweinzer  | Áustria                | 1:52:57.5 |
| 39                | Diego Vera           | Venezuela              | 1:52:58.9 |
| 40                | Gabriel Villagoiz    | Argentina              | 1:53:00.6 |
| 41                | Rafael Gil           | Portugal               | 1:53:01.2 |
| 42                | Shahar Resman        | Israel                 | 1:53:05.1 |
| 43                | Daniil Serebrennikov | Rússia                 | 1:53:11.9 |
| 44                | Christopher Bryan    | Irlanda                | 1:53:22.9 |
| 45                | Qiao Zhongyi         | China                  | 1:53:38.5 |
| 46                | Ventsislav Aydarski  | Bulgária               | 1:53:58.6 |
| 47                | Antonio Arroyo       | Espanha                | 1:54:00.2 |
| 48                | Arturo Pérez Vertti  | México                 | 1:54:18.4 |
| 49                | Youssef Hossameldeen | Egito                  | 1:54:22.5 |
| 50                | Adel Ragab           | Egito                  | 1:55:41.5 |
| 51                | Gustavo Gutiérrez    | Peru                   | 1:56:23.1 |
| 52                | Kyrylo Shvets        | Ucrânia                | 1:56:25.8 |
| 53                | Shai Toledano        | Israel                 | 1:56:27.9 |
| 54                | Matěj Kozubek        | Chéquia                | 1:56:34.2 |
| 55                | Vasco Gaspar         | Portugal               | 1:56:38.9 |
| 56                | Eric Hedlin          | Canadá                 | 1:56:52.3 |
| 57                | Tamás Farkas         | Sérvia                 | 1:58:22.1 |
| 58                | Héctor Ruiz          | Espanha                | 1:58:22.2 |
| 59                | Ivan Šitić           | Croácia                | 2:00:05.7 |
| 60                | Haythem Abdelkhalek  | Tunísia                | 2:03:26.7 |
| 61                | Kenessary Kenenbayev | Cazaquistão            | 2:05:43.6 |
| 62                | Walter Caballero     | Bolívia                | 2:08:15.3 |
| 63                | Kwan Ho Yin          | Hong Kong              | 2:10:56.5 |
| 64                | Tse Tsz Fung         | Hong Kong              | 2:11:05.9 |
| 65                | Cristofer Lanuza     | Costa Rica             | 2:12:23.3 |
| 66                | Ávila Emilio         | Guatemala              | 2:14:15.4 |
| 67                | Abdulla Al-Balooshi  | Emirados Árabes Unidos | 2:14:43.3 |
| 68                | Marek Pavúk          | Eslováquia             | 2:16:37.0 |
| 69                | Mandar Divase        | Índia                  | 2:16:50.2 |
|                   | Daniel Marais        | África do Sul          | DNF       |
|                   | Brian Ryckeman       | Bélgica                | DNS       |
|                   | Aflah Prawira        | Indonésia              | DNS       |

Legenda
| Recorde mundial       | Recorde mundial (World record)               |                       | Recorde africano                      | Recorde africano (African) |                                           | Q | Classificado por posição (Qualified) |
| Recorde do campeonato | Recorde do campeonato (Championship record)  | Recorde da América    | Recorde da América (Americas)         | q                          | Classificado por melhor tempo (Qualified) |   |                                      |
| Melhor marca do ano   | Melhor marca do ano (World leading)          | Recorde asiático      | Recorde asiático (Asian)              | DNS                        | Não largou (Did not start)                |   |                                      |
| Recorde nacional      | Recorde nacional (National record)           | Recorde europeu       | Recorde europeu (European)            | DNF                        | Não terminou (Did not finish)             |   |                                      |
| Recorde pessoal       | Recorde pessoal do atleta (Personal best)    | Recorde da Oceania    | Recorde da Oceania (Oceania)          | DSQ / DQ                   | Desclassificado (Disqualified)            |   |                                      |
| Recorde da temporada  | Recorde da temporada do atleta (Season best) | Recorde sul-americano | Recorde sul-americano (South America) | NM                         | Sem marca (No mark)                       |   |                                      |